# Adenia olaboensis
Adenia olaboensis är en passionsblomsväxtart som beskrevs av Clav.. Adenia olaboensis ingår i släktet Adenia och familjen passionsblomsväxter. Utöver nominatformen finns också underarten A. o. parva.